# Comacupes stoliczkae
Comacupes stoliczkae es una especie de coleóptero de la familia Passalidae.

## Distribución geográfica
Habita en Johore (Malasia).